# Рахиль
Рахи́ль (др.-евр. רָחֵל‬, Рахе́ль — «овца») в Ветхом Завете — одна из двух жён патриарха Иакова, младшая дочь Лавана, сестра Лии, мать Иосифа и Вениамина.
Рахиль умерла при родах Вениамина около Ефрафы (Вифлеема).
Знаменитая гробница Рахили, находящаяся в нескольких сотнях метров от южной части современного Иерусалима, существует с глубокой древности и является местом паломничества. В 1840 году Моше Монтефиоре после посещения этих мест пожертвовал деньги на реставрацию могилы. Это место свято как для евреев, так и для мусульман и христиан.
Рахиль вместе с Лией предстают как праматери всего дома Израилева.

## Библейское повествование
Согласно библейскому рассказу, Иаков встретил Рахиль, когда прибыл в Харран, спасаясь от гнева своего брата Исава и по благословению Исаака, который повелел ему взять жену в Месопотамии, из дочерей Лавана, брата его матери Ревекки.
Встреча Иакова и Рахили произошла у колодца. Иаков помог ей напоить стадо её отца Лавана. Он влюбился в Рахиль и сказал, что семь лет будет работать за неё на её отца. Однако по истечении этого срока Лаван отдал ему свою старшую дочь Лию вместо Рахили, объяснив ему, что по обычаю младшая сестра не может выйти замуж раньше старшей. Он сказал Иакову, что когда закончится свадебная неделя, Иаков сможет взять в жёны и Рахиль, при условии что отработает за неё ещё семь лет. Иаков на это согласился (Быт. 29:1—30).
Про Рахиль сообщается, что она была красива станом и лицом (Быт. 29:17). Однако она была неплодная (Быт. 29:31). Завидуя старшей сестре, которая уже имела четырёх сыновей от Иакова, она отдала Иакову в наложницы свою служанку Валлу, которая родила двух сыновей Дана и Неффалима (Быт. 30:1—8).
Наконец, Бог услышал молитвы Рахили, она забеременела и родила сына Иосифа (Быт. 30:22—24).
Вскоре после рождения Иосифа Иаков вернулся в землю Ханаанскую вместе с жёнами и детьми (Быт. 31:1—18). По пути в Ефрафу (Вифлеем) Рахиль умерла во время родов. Умирая, она успела назвать новорождённого сына Бенони («сын моей печали»), однако Иаков назвал его Вениамином (Быт. 35:17, 18).
Иаков похоронил Рахиль там же, где она умерла, на дороге в Ефрафу, а не в родовом склепе в пещере Махпела (где были похоронены Авраам и Сарра, а впоследствии — Исаак, Ревекка, сам Иаков и Лия). На месте погребения Рахили Иаков поставил памятник (Быт. 35:19, 20).

## Образ Рахили
Рахиль символизирует не только мать, которой рождение ребёнка стоило жизни, но и мать, до конца сострадающую своим детям и заботящуюся о судьбе их детей.

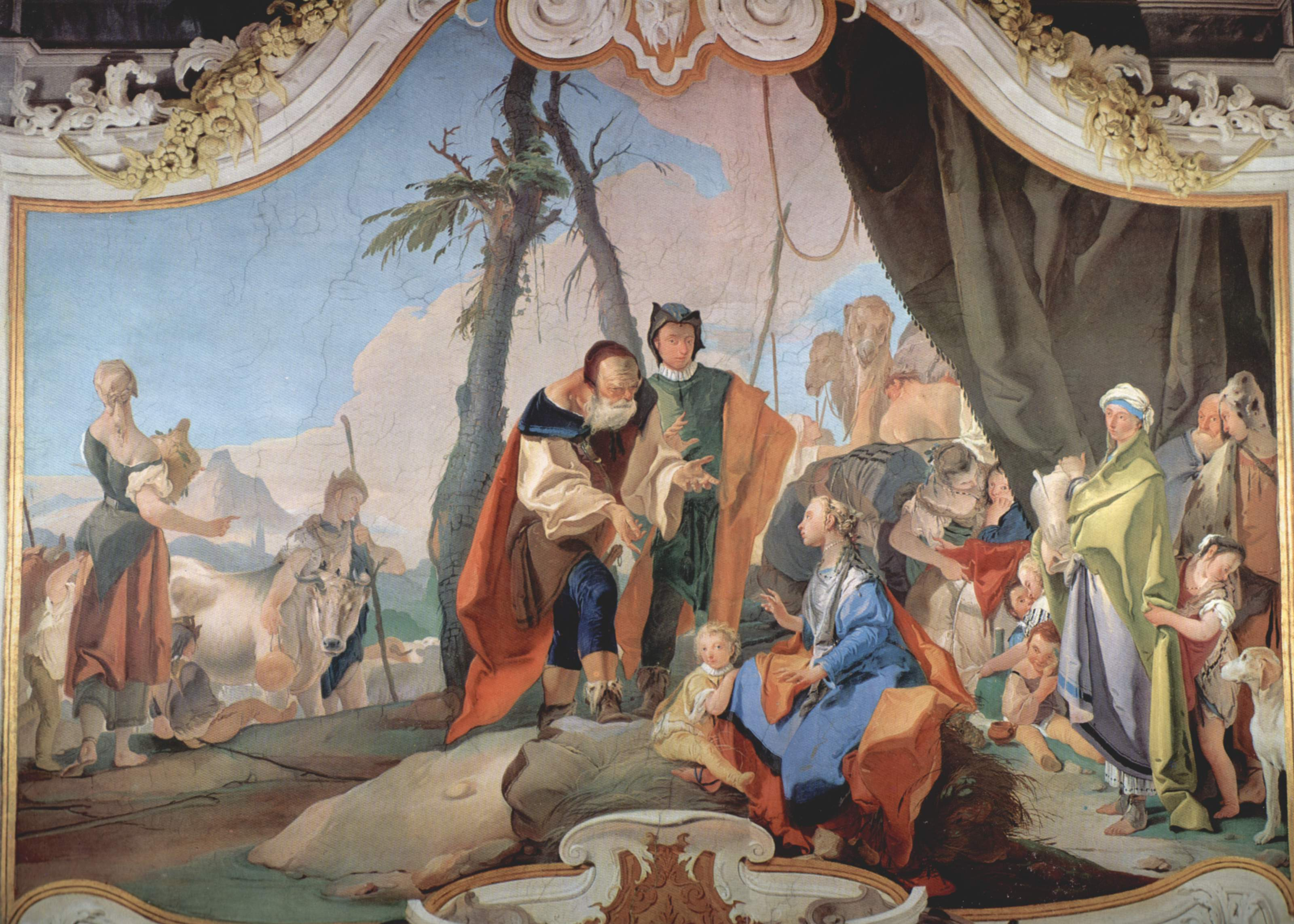
Тьеполо. «Рахиль прячет идолов».

Согласно Аггаде, Иаков похоронил Рахиль при дороге у Вифлеема потому, что он предвидел, что изгнанные в Вавилон евреи пройдут здесь, и Рахиль будет молить Бога смилостивиться над ними.
Пророк Иеремия предсказывал, что Рахиль будет оплакивать судьбу своих потомков: 

Так говорит Господь: голос слышен в Раме, вопль и горькое рыдание; Рахиль плачет о детях своих и не хочет утешиться о детях своих, ибо их нет. 
— Иер. 31:15

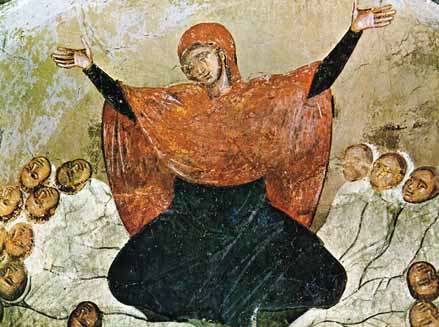
«Рахиль, плачущая о детях», фреска 14-го века из Маркова монастыря

Этот отрывок из Книги пророка Иеремии, посвящённый плачу Рахили, процитирован в Новом Завете, в Евангелии от Матфея в контексте избиения младенцев в Вифлееме царём Иродом: 

Глас в Раме слышен, плач и рыдание и вопль великий; Рахиль плачет о детях своих и не хочет утешиться, ибо их нет.
— Мф. 2:18
Использование в новозаветной истории образа Рахили неслучайно. Упомянутый в цитате город Рама располагался примерно в 9-и км к северу от Иерусалима, то есть недалеко от Вифлеема, где происходило массовое убийство младенцев и в окрестностях которого Рахиль была похоронена. Сходство оплакивания Рахилью детей в Книге пророка Иеремии и в Евангелии от Матфея слишком разительное, чтобы выглядеть в глазах верующего иудея простым совпадением; здесь очевиден промысел Божий.

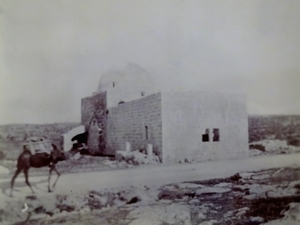
Могила Рахили близ Вифлеема, 1891

Евангелист Матфей трактовал это как сбывшееся пророчество Иеремии (Мф. 2:17). Возможно, Матфей рассчитывал, что проницательный иудей, благодаря такому использованию цитаты, увидит здесь намёк на Иер. 31:16, где Бог призывает матерей Израиля удержаться от рыданий, ибо дети однажды возвратятся из плена. Также и Иисус Христос, чьи родители вынуждены были спасать Его в Египте от избиения в Вифлееме, тоже вернулся.

### В искусстве
Тема любви Иакова и Рахили привлекала многих художников — Рафаэля в Италии, Лоррена — во Франции (его картина «Яаков и Рахиль» находится в Эрмитаже).
Плач Рахили и её голос, возвещающий о надежде, вдохновил многих писателей и композиторов. Так, в 1851 году венгерский поэт Янош Арань написал «Плач Рахили», а в 1910 году русский писатель и драматург Н. А. Крашенинников — пьесу под тем же названием. Анна Ахматова использовала этот образ в «Библейских стихах» 1921 год.